# ويلكم (كلمة)
ويلكم (بالإنجليزية: welcome)‏ هي كلمة إنجليزية وتعني بالعربية: أهلًا وسهلًا، وقد يقال بضدها: غير مرحب بك.